# Kiçik Alagöl
Kiçik Alagöl (ryska: Ozero Malyy Alagël’, armeniska: P’ok’r Allich, Փոքր Ալլիճ) är en sjö i Azerbajdzjan.   Den ligger i distriktet Kəlbəcər Rayonu, i den västra delen av landet, 400 km väster om huvudstaden Baku. Kiçik Alagöl ligger 2 749 meter över havet.
Trakten runt Kiçik Alagöl består i huvudsak av gräsmarker. Runt Kiçik Alagöl är det ganska glesbefolkat, med 27 invånare per kvadratkilometer.